# Idaea euphorbiata
Idaea euphorbiata là một loài bướm đêm trong họ Geometridae.